# Il ballo delle ingrate
Il ballo delle ingrate (« Le Ballet des ingrates ») est un ballet de cour composé en 1608 par Claudio Monteverdi sous le nom de Mascherata dell'ingrate (« La Mascarade des ingrates ») sur un livret d'Ottavio Rinuccini et publié trente ans plus tard sous le nom de Ballo delle ingrate.

## Historique
L'œuvre initiale (la Mascherata dell'ingrate) fut composée par Monteverdi, maître de chapelle de la cour de Mantoue à l'occasion du mariage de François Gonzague, héritier du duc Vincent Ier de Mantoue, avec l'infante Marguerite de Savoie, en même temps que L'Arianna, tragédie en musique (également sur un livret de Rinuccini) dont on n'a retrouvé que le célèbre lamento connu sous le nom de Lamento d'Arianna (le reste de l'opéra a été détruit au cours d'une guerre, du vivant de Monteverdi, mais le succès du Lamento avait permis de le sauver, grâce à ses nombreuses copies et adaptations diverses).
La Mascherata dell'ingrate fut créée à Mantoue le mercredi 4 juin 1608, quelques jours après L'Arianna, créée le 26 mai 1608.
L'œuvre fut publiée trente ans plus tard par Monteverdi sous le nom de Ballo delle ingrate dans son huitième livre de madrigaux Madrigali guerrieri, et amorosi, paru en 1638.
Cette version imprimée, qui ne mentionne plus les femmes de Mantoue mais celles de l'Empire germanique (Là, nel Germano Impero) et de la région du Danube (sull'Istro), a probablement été commandée à Monteverdi par la cour d'Autriche à l'occasion des célébrations du couronnement de l'empereur Ferdinand III de Habsbourg en 1636.

## Rôles et instrumentation
- Venere (Vénus), soprano
- Amore (Cupidon), soprano
- Plutone (Pluton), voix de basse
- Una delle ingrate (une des ingrates), soprano

En outre, quatre  chanteurs  ont le rôle d'Ombre d'Inferno (ombres infernales) - et huit danseurs sont les Otto Anime Ingrate che ballano (huit âmes ingrates qui dansent).
Les instruments demandés par Monteverdi sont cinq viole da brazzo, clavecin et chitarrone, les instruments pouvant être doublés selon la taille du lieu de représentation.

## Synopsis
La scène montre une bouche de l'Enfer, avec quatre passages de chaque côté, qui jettent du feu.
Vénus met en garde celles qui endurciraient leur cœur quand elles sont jeunes pour ne sentir les flèches de l'Amour qu'à un âge plus avancé (Udite, Donne, Udite).
À Pluton, maître des Enfers, qui lui demande la raison de sa présence en ce lieu (Bella Madre d'Amor), Vénus explique que, dans l'Empire Germanique, des femmes d'une grande beauté se jouent des flèches de l'Amour et négligent leurs amants.
L'Amour demande alors à Pluton de faire sortir les âmes ingrates de l'Enfer de façon que tout le monde, sur le Danube, puisse voir à quels tourments s'expose une beauté cruelle. Pluton résiste mais, sur l'insistance de Vénus, il finit par commander aux Ombres de l'Enfer d'ouvrir les portes ténébreuses de l'enfer et de faire monter les âmes ingrates (Aprite Aprite Aprite).
Les Dames ingrates commencent à paraître et Pluton invite Vénus et l'Amour à retourner dans l'azur. Les ingrates commencent à danser. Pluton s'adresse alors à la Princesse et aux dames de l'assemblée : il leur montre la troupe infortunée des âmes ingrates qui ont rebuté tous leurs amants et forme le vœu qu'elles ne tombent pas dans les mêmes travers.
Pluton congédie les âmes ingrates. Une seule d'entre elles reste en scène : elle entame une lamentation (Ahi troppo Ahi troppo è duro) et conclut : Apprendete pietà, Donne e Donzelle (Apprenez la pitié, Dames et Demoiselles).

## Discographie
- Il ballo delle ingrate (avec La Sestina), Les Arts florissants, dirigés par William Christie (Harmonia Mundi, 1983)

Agnès Mellon (Amore), Guillemette Laurens (Venere), Gregory Reinhart (Plutone), Jill Feldman (Una delle Ingrate)
Anime ingrate : Jill Feldman, François Paut, Dominique Visse, Étienne Lestringant
Ombre d'inferno : Dominique Visse, Michel Laplénie, Philippe Cantor
- Il ballo delle ingrate (avec Il combattimento di Tancredi e Clorinda), Red Byrd, Parley of Instruments (Hyperion, 1992)
- Il ballo delle ingrate (avec Il combattimento di Tancredi e Clorinda, Tirsi e Clori et Tempro la cetra), Ensemble Tragicomedia, dirigé par Stephen Stubbs (Teldec, 1993)
- Il ballo delle ingrate (avec Tirsi e Clori), Monteverdi Choir, English Baroque Soloists, dirigé par John Eliot Gardiner (Erato, 1993)
- Il ballo delle ingrate (avec Il combattimento di Tancredi e Clorinda et Tirsi e Clori), New London Consort, dirigé par Philip Pickett (Decca L'Oiseau-Lyre, 1995)
- Il ballo delle ingrate (avec Il combattimento di Tancredi e Clorinda), Capella Musicale di S. Petronio di Bologna, dirigé par Serge Vartolo (Naxos, 1997)
- Il ballo delle ingrate (avec Il combattimento di Tancredi e Clorinda), Concerto Italiano, dirigé par Rinaldo Alessandrini (Opus 111, 1998)
- Madrigali guerrieri ed amorosi, Concerto Vocale, dirigé par René Jacobs (Harmonia Mundi, 2002)
- Il ballo delle ingrate, I Fagiolini et Barokksolistene dirigé par Robert Hollingworth (Chandos, 2009)